# I Saw Red
"I Saw Red" (em português:  Eu Vi Vermelho) é o segundo single do álbum Cherry Pie, lançado em 1990 pela banda de hard rock e glam metal Warrant. A canção foi um dos singles de maior sucesso da banda, alcançando a posição de número dez na Billboard Hot 100 e número quatorze na Hot Mainstream Rock Tracks.

## Faixas
Países Baixos 12" Promo Single
| N.º | Título                         | Duração |  |
| 1.  | "I Saw Red"                    |         |  |
| 2.  | "I Saw Red" (Acoustic Version) |         |  |
| 3.  | "Heaven"                       |         |  |

## Desempenho nas paradas musicais
| Parada musical (1990/1991)                  | Melhor posição |
| ------------------------------------------- | -------------- |
| Austrália (ARIA Charts)                     | 36             |
| Canadá (RPM Top 100 Singles)                | 17             |
| Estados Unidos (Billboard Hot 100)          | 10             |
| Estados Unidos (Hot Mainstream Rock Tracks) | 14             |